# Chủ-động-tân (SVO)
Trong cấu trúc ngôn ngữ, chủ ngữ-động từ-tân ngữ (cấu trúc "subject-verb-object" SVO) là một cấu trúc câu trong đó chủ ngữ đứng trước, động từ thứ hai và tân ngữ thứ ba. Các ngôn ngữ có thể được phân loại theo trình tự chi phối của các yếu tố này trong các câu không được đánh dấu (nghĩa là các câu trong đó một trật tự từ bất thường không được sử dụng để nhấn mạnh). Nhãn thường được sử dụng cho các ngôn ngữ tiện dụng không có chủ thể, nhưng có thứ tự AVO).
SVO là thứ tự phổ biến thứ hai theo số lượng ngôn ngữ được biết đến, sau SOV. Cùng nhau, SVO và SOV chiếm hơn 75% ngôn ngữ của thế giới. Đây cũng là thứ tự phổ biến nhất được phát triển trong các ngôn ngữ Creole, cho thấy rằng ban đầu nó có thể "rõ ràng" hơn đối với tâm lý con người.
Các ngôn ngữ được coi là SVO bao gồm: tiếng Albania, tiếng Ả Rập, tiếng Assyrian, tiếng Bosnia, tiếng Trung, tiếng Anh, tiếng Estonia, tiếng Phần Lan (nhưng xem bên dưới), tiếng Pháp, tiếng Ganda, tiếng Hy Lạp, tiếng Hausa, tiếng Iceland (với giới hạn V2), tiếng Igbo, tiếng Ý, tiếng Java Tiếng Khmer, tiếng Latvia, tiếng Macedonia, tiếng Malay (tiếng Malaysia và tiếng Indonesia), tiếng Do Thái hiện đại, tiếng Ba Lan, tiếng Bồ Đào Nha, tiếng Quiche, Reo Rapa, tiếng Rumani, tiếng Nga (nhưng xem bên dưới), tiếng Hindi, tiếng Tây Ban Nha, tiếng Swirin, tiếng Thái và tiếng Lào, tiếng Ukraina (nhưng xem bên dưới), Tiếng Việt, Yoruba và Zulu.
Hy Lạp cổ đại có trật tự cú pháp tự do, mặc dù người Hy Lạp cổ điển có xu hướng ủng hộ SOV. Tuy nhiên nhiều cụm từ nổi tiếng là SVO.

## Tính chất
Ngôn ngữ đối tượng chủ đề, ngôn ngữ đối tượng hầu như luôn luôn đặt các mệnh đề quan hệ sau các danh từ mà chúng sửa đổi và các trạng từ phụ trước mệnh đề được sửa đổi, với các loại tiếng Trung là ngoại lệ đáng chú ý.
Mặc dù một số ngôn ngữ đối tượng của ngôn ngữ đối tượng ở Tây Phi, ngôn ngữ được biết đến nhiều nhất là Ewe, sử dụng các mệnh đề trong cụm danh từ, phần lớn trong số chúng, như tiếng Anh, có giới từ. Hầu hết các ngôn ngữ đối tượng của ngôn ngữ đối tượng đặt các từ sau danh từ, nhưng một nhóm thiểu số đáng kể, bao gồm các ngôn ngữ SVO có điều kiện của Tây Phi, các ngôn ngữ H'mông Miên, một số ngôn ngữ Trung-Tây Tạng và các ngôn ngữ châu Âu như Thụy Điển, Đan Mạch, Litva và Latinh có bộ gen tiền sản  (như mong đợi trong ngôn ngữ SOV).
Các ngôn ngữ không thuộc châu Âu, thường là chủ ngữ Ngôn ngữ đối tượng, có xu hướng mạnh mẽ đặt các tính từ, từ chứng minh và số sau các danh từ mà chúng sửa đổi, nhưng tiếng Trung, tiếng Việt, tiếng Malaysia và tiếng Indonesia đặt trước các danh từ, như tiếng Anh. Một số nhà ngôn ngữ học đã xem số này là đầu trong mối quan hệ E để phù hợp với sự phân nhánh phải cứng nhắc của các ngôn ngữ này.
Có một xu hướng mạnh mẽ, như trong tiếng Anh, đối với các động từ chính được đi trước bởi trợ từ: Tôi đang nghĩ. Anh ta nên xem xét lại.

## Câu mẫu
Một ví dụ về thứ tự SVO trong tiếng Việt và tiếng Anh là:
Andy ate cereal
Andy đã ăn ngũ cốc
Trong các ngôn ngữ phân tích như tiếng Anh, chủ đề, động từ, đối tượng, thứ tự đối tượng, tương đối không linh hoạt bởi vì nó xác định phần nào của câu là chủ ngữ và phần nào là đối tượng. ("The dog bit Andy" và "Andy bit the dog" có nghĩa là hai điều hoàn toàn khác nhau, trong khi, trong trường hợp "Bit Andy con chó", có thể khó xác định liệu đó là một câu hoàn chỉnh hay một đoạn, với "Andy con chó "đối tượng và một chủ đề bị bỏ qua / ngụ ý.) Tình hình phức tạp hơn trong các ngôn ngữ không có trật tự từ do ngữ pháp của chúng áp đặt; ví dụ: Tiếng Nga, tiếng Phần Lan, tiếng Ukraina và tiếng Hungary có cả cấu trúc VO và OV trong cách sử dụng từ phổ biến.
Trong một số ngôn ngữ, một số đơn đặt hàng từ được coi là "tự nhiên" hơn những ngôn ngữ khác. Trong một số, thứ tự là vấn đề nhấn mạnh. Ví dụ, tiếng Nga cho phép sử dụng đối tượng verbẩu đối tượng theo bất kỳ thứ tự và các phần "xáo trộn" nào để mang đến một ý nghĩa ngữ cảnh hơi khác nhau mỗi lần. Ví dụ: "ллббб е е е е е (bạn sẽ thấy rằng HE là người cô ấy thực sự yêu ", hoặc" ег л б б б "(anh ấy yêu cô ấy) có thể xuất hiện dọc theo dòng chữ" Tôi đồng ý rằng con mèo là một thảm họa, nhưng vì vợ tôi thích nó và tôi ngưỡng mộ cô ấy... ". Bất kể trật tự, rõ ràng "ег®" là đối tượng bởi vì nó nằm trong trường hợp buộc tội. Trong tiếng Ba Lan, trật tự SVO là cơ bản trong một câu khẳng định và một trật tự khác được sử dụng để nhấn mạnh một phần của nó hoặc để điều chỉnh nó theo logic ngữ cảnh rộng hơn. Ví dụ: " Roweru ci nie kupię" (Tôi sẽ không mua cho bạn một chiếc xe đạp), " Od piątej czekam" (Tôi đã chờ đợi từ năm).
Trong tiếng Thổ Nhĩ Kỳ, việc sử dụng SOV là bình thường, nhưng đôi khi có thể sử dụng SVO để nhấn mạnh động từ. Ví dụ: "John terketti Mary'yi" (Lit. John / left / Mary : John left Mary) là câu trả lời cho câu hỏi "John đã làm gì với Mary?" thay vì câu [SOV] thông thường "John Mary'yi terketti" (Lit. John / Mary / trái).
Trong tiếng Đức, tiếng Hà Lan và Kashmiri, SOV với thứ tự từ V2 trong các mệnh đề chính cùng tồn tại với SOV trong các mệnh đề phụ, như được nêu trong ví dụ 1 dưới đây; và thay đổi cú pháp, chẳng hạn như bằng cách đưa cụm từ giới từ vào trước câu để nhấn mạnh, cũng có thể ra lệnh sử dụng VSO, như trong Ví dụ 2. Trong Kashmiri, thứ tự từ trong mệnh đề nhúng được quy định bởi danh mục của tổ hợp phụ, như trong Ví dụ 3.
1. "Er weiß, dass ich jeden Sonntag das Auto wasche" (tiếng Đức: "Anh ấy biết rằng tôi rửa xe vào mỗi Chủ nhật", sáng. "Anh ấy biết, rằng tôi chủ nhật hàng tuần rửa xe"). Cf. câu đơn giản "Ich wasche das Auto jeden Sonntag", "Tôi rửa xe vào mỗi Chủ nhật".
2. "Elke zondag was ik de auto" (tiếng Hà Lan: "Chủ nhật hàng tuần tôi rửa xe", sáng. "Chủ nhật nào tôi rửa xe cho tôi"). "Ik was de auto elke zondag" dịch hoàn toàn sang tiếng Anh "Tôi rửa xe vào mỗi Chủ nhật", nhưng do thay đổi cú pháp, đảo ngược SV-> VS diễn ra.
3. "mye ees phyikyir yithi.ni TSI temyis ciThy dyikh" (Kashmir: "Tôi sợ bạn có thể cho anh ta chữ", lit. "to.me là lo lắng vì sợ rằng bạn to.him thư will.give"). Nếu mệnh đề nhúng được giới thiệu bởi zyi kết hợp trong suốt, thứ tự SOV sẽ thay đổi thành SVO. "Mye ees phyikyir (zyi) tsi maa dyikh temyis ciThy".[6]

Anh đã phát triển từ một ngôn ngữ sắp xếp lại như vậy và vẫn còn mang dấu vết của trật tự từ này, ví dụ như trong đảo thuộc về trường sở ("Trong vườn ngồi một con mèo.") Và một số điều khoản bắt đầu với các biểu thức tiêu cực: "chỉ" ("Chỉ khi đó chúng ta tìm X. "), 'không chỉ' (" không chỉ anh ấy xông đi mà còn đóng sầm cửa lại. "), 'trong mọi trường hợp' (" trong mọi trường hợp là những sinh viên được phép sử dụng một chiếc điện thoại di động ")," không bao giờ "(" Tôi chưa bao giờ làm điều đó. ")," Không có tài khoản "và tương tự. Trong những trường hợp như vậy, <i id="mwkQ">làm</i> -Hỗ trợ đôi khi được yêu cầu, tùy thuộc vào việc xây dựng.